# Henri Lefebvre
Henri Lefebvre (Hagetmau, 16 de junho de 1901 — 29 de junho de 1991) foi um filósofo marxista e sociólogo francês. Estudou filosofia na Universidade de Paris, onde se graduou em 1920.

## Obra
Cunhou o termo "Direito à cidade" com o qual defendeu que a população deveria ter acesso à vida urbana e que foi desenvolvido no livro de mesmo nome publicado em 1968 em francês: “Le droit à la ville”.
Em seus livros sobre o espaço urbano, como o Direito à cidade (1968) e A revolução urbana, em (1970), nas quais analisa a influência do sistema econômico capitalista no espaço urbano, com base na necessidade do poder industrial de "modelar" a cidade de acordo com os seus interesses, mas sem excluir a influência de outros agentes sociais.
A obra de Henri Lefebvre é bastante extensa (escreveu mais de 70 livros), abrangendo análises do marxismo no século XX à luz dos textos do próprio Marx, e mantendo intenso debate com grandes filósofos da época, como Sartre. Opunha-se aos marxistas '''empiriocriticistas''' que, segundo ele, imobilizaram a teoria, tomando o discurso em absoluto e substituindo a vivência (vivido) pelo saber (concebido). Criticava os althusserianos por apagar a ação dos sujeitos no processo de comunicação. Segundo ele, fatores importantes como a vivência dos receptores, a "decodificação pelo cotidiano", as mediações e os lugares dos sujeitos foram esquecidos.
Seus debates sobre o marxismo o levaram a separar os textos de Marx dos textos produzidos sobre Marx. Segundo Lefebvre, muitos marxistas mataram a dialética, travando o movimento histórico pela consolidação do Estado e pelo pessimismo.
Em seus estudos, muito otimistas, recusava-se a criar modelos teóricos e a estabelecer programas de desenvolvimento (ver A revolução Urbana). Sua teoria não possui contornos fixos, pois, aos moldes da escrita de Nietzsche, a linguagem de Lefebvre possui algo de poético, numa clara tentativa de reencontrar a totalidade do social, possível pela obra, em oposição ao produto (real-ficção fragmentada da realidade), resultado do trabalho alienado.
No Brasil, são raras as publicações do filósofo. Em língua portuguesa há em torno de 1/3 de suas obras - em grande parte anteriores à década de 1970. A partir dos anos 2000 foram publicados, no Brasil: 'A Revolução Urbana, Espaço e Política e O Vale de Campan. Porém, uma de suas obras mais importantes, O Estado (em quatro tomos) não foi traduzida em português. Em 2020, foi publicado pela Lavrapalavra Editorial a obra O pensamento de Lênin.
Um importante estudo que demonstra bem a amplitude e densidade da obra deste filósofo é o livro organizado por José de Souza Martins: Henri Lefebvre e o retorno à dialética.
Filósofo e sociólogo, seus estudos contribuíram também para o desenvolvimento da sociologia e da geografia. Na sociologia, destaca-se a produção do método regressivo-progressivo, utilizado por Sartre em Crítica da Razão Dialética. Sua contribuição para a geografia foi mais profunda, pois toda a teoria atual desta disciplina se deve à tese de que o espaço é social, ou seja, é socialmente produzido. Sua tríade teórica: vivido - percebido - concebido, possibilitou os estudos de David Harvey e Milton Santos, grandes nomes da geografia contemporânea.

## Livros
Português
- Logical Formal/Lógica Dialética
- O Direito à Cidade
- O Marxismo
- Sociologia de Marx
- Para Compreender o Pensamento de Marx
- Introdução à Modernidade
- Metafilosofia
- Posição contra os Tecnocratas
- Nietzsche
- Hegel, Marx, Nietzsche ou o Reino das Sombras
- O Fim da História
- Marx: com uma antologia de textos de Marx
- O Vale de Campam
- A irrupção. A Revolta dos Jovens na Sociedade
- A Revolução Urbana, Espaço e Política
- Problemas actuais do Marxismo (1977)
- A vida Cotidiana no Mundo Moderno

### Em francês ou inglês
- 1925 "Positions d'attaque et de défense du nouveau mysticisme", Philosophies 5–6 (March). pp. 471–506. (Pt. 2 do projeto "Filosofia da Consciência" (Philosophie de la consciousness) sobre ser, consciência e identidade, originalmente proposto como uma tese DES (equivalente francês de Master of Arts) a Léon Brunschvicg e eventualmente abandonado - a tese DES 1920 de Lefebvre foi intitulada Pascal et Jansénius ( Pascal e Jansenius ).)[1][2]
- 1934 com Norbert Guterman, Morceaux choisis de Karl Marx, Paris: NRF (numerosas reimpressões).
- 1936 com Norbert Guterman, La Conscience mystifiée, Paris: Gallimard (ed. Paris: Le Sycomore, 1979).
- 1937 Le nationalisme contre les nations (Prefácio de Paul Nizan), Paris: Éditions sociales internationales (reprinted, Paris: Méridiens-Klincksliek, 1988, Collection "Analyse institutionnelle", Présentation M. Trebitsch, Postface Henri Lefebvre).
- 1938 Hitler au pouvoir, bilan de cinq années de fascisme en Allemagne, Paris: Bureau d'Éditions.
- 1938 com Norbert Guterman, Morceaux choisis de Hegel, Paris: Gallimard (3 reimpressões 1938–1939; na coleção reimpressa "Idées", 2 vols. 1969).
- 1938 com Norbert Guterman, Cahiers de Lénine sur la dialectique de Hegel, Paris: Gallimard.
- 1939 Nietzsche, Paris: Éditions sociales internationales.
- 1946 L'Existentialisme, Paris: Éditions du Sagittaire.
- 1947 Logique formelle, logique dialectique, Vol. 1 of A la lumière du matérialisme dialectique, written in 1940–41 (2º volume censurado). Paris: Éditions sociales.
- 1947 Descartes, Paris: Éditions Hier et Aujourd'hui.
- 1947 Critique de la vie quotidienne, L'Arche
- 1942 Le Don Juan du Nord, Europe – revue mensuelle 28, April 1948, pp. 73–104.
- 1950 Knowledge and Social Criticism, Philosophic Thought in France and the USA Albany N.Y.: State University of New York Press. pp. 281–300 (2ª ed. 1968).
- 1958 Problèmes actuels du marxisme, Paris: Presses universitaires de France; 4ª edição, 1970, Collection "Initiation philosophique"
- 1958 (com Lucien Goldmann, Claude Roy, Tristan Tzara) Le romantisme révolutionnaire, Paris: La Nef.
- 1961 Critique de la vie quotidienne II, Fondements d'une sociologie de la quotidienneté, Paris: L'Arche.
- 1963 La vallée de Campan - Etude de sociologie rurale, Paris: Presses Universitaires de France.
- 1965 Métaphilosophie, prefácio de Jean Wahl, Paris: Éditions de Minuit, Collection "Arguments".
- 1965 La Proclamation de la Commune, Paris: Gallimard, Collection "Trente Journées qui ont fait la France".
- 1968 Le Droit à la ville, Paris: Anthropos (2a. ed.); Paris: Ed. du Seuil, Collection "Points".
- 1968 La vie quotidienne dans le monde moderne, Paris: Gallimard, Collection "Idées". Trans. Sacha Rabinovitch as Everyday Life in the Modern World. Allen Lane The Penguin Press, 1971.
- 1968 Dialectical Materialism, publicado pela primeira vez em 1940  Presses Universitaires de France , como Le Matérialisme Dialectique. Primeira tradução inglesa publicada em 1968 por Jonathan Cape Ltd. ISBN 0-224-61507-6
- 1968 Sociology of Marx, N. Guterman trans. of 1966c, Nova York: Pantheon.
- 1969 The Explosion: From Nanterre to the Summit, Paris: Monthly Review Press. Publicado originalmente em 1968.
- 1970 La révolution urbaine Paris: Gallimard, Collection "Idées".
- 1970 Du rural à l'urbain  Paris: Anthropos.
- 1971 Le manifeste différentialiste, Paris: Gallimard, Collection "Idées".
- 1971 Au-delà du structuralisme, Paris: Anthropos.
- 1972 La pensée marxiste et la ville, Tournai e Paris: Casterman.
- 1973 La survie du capitalisme; la re-production des rapports de production. Trans. Frank Bryant as The Survival of Capitalism. Londres: Allison and Busby, 1976.
- 1974 La production de l'espace, Paris: Anthropos. Tradução e Précis.
- 1974 com Leszek Kołakowski Evolution or Revolution, F. Elders, ed. Reflexive Water: The Basic Concerns of Mankind, London: Souvenir. pp. 199–267. ISBN 0-285-64742-3
- 1975 Hegel, Marx, Nietzsche, ou le royaume des ombres, Paris: Tournai, Casterman. Collection "Synthèses contemporaines". ISBN 2-203-23109-2
- 1975 Le temps des méprises: Entretiens avec Claude Glayman, Paris: Stock. ISBN 2-234-00174-9
- 1978 com Catherine Régulier La révolution n'est plus ce qu'elle était, Paris: Éditions Libres-Hallier (tradução alemã de Munique, 1979). ISBN 2-264-00849-0
- 1978 Les contradictions de l'Etat moderne, La dialectique de l'Etat, Vol. 4 of 4 De 1'Etat, Paris: UGE, Collection "10/18".
- 1980 La présence et l'absence, Paris: Casterman. ISBN 2-203-23172-6
- 1981 Critique de la vie quotidienne, III. De la modernité au modernisme (Pour une métaphilosophie du quotidien) Paris: L'Arche.
- 1981 De la modernité au modernisme: pour une métaphilosophie du quotidien, Paris: L'Arche Collection "Le sens de la marché".
- 1985 com Catherine Régulier-Lefebvre, Le projet rythmanalytique Communications 41. pp. 191–199.
- 1986 com Serge Renaudie and Pierre Guilbaud, "International Competition for the New Belgrade Urban Structure Improvement", in Autogestion, or Henri Lefebvre in New Belgrade, Vancouver: Fillip Editions. ISBN 978-0-9738133-5-7
- 1988 Toward a Leftist Cultural Politics: Remarks Occasioned by the Centenary of Marx's Death, D. Reifman trans., L.Grossberg and C.Nelson (eds.) Marxism and the Interpretation of Culture, Urbana: University of Illinois Press; Nova York: Macmillan. pp. 75–88. ISBN 0-252-01108-2
- 1990 Du Contrat de Citoyenneté, Paris: Syllepse, 1990.
- 1991 The Critique of Everyday Life, Volume 1, John Moore trans., London: Verso. Originally published 1947. ISBN 0-86091-340-6
- 1991 com Patricia Latour and Francis Combes, Conversation avec Henri Lefebvre P. Latour and F. Combes, eds. Paris: Messidor, Collection "Libres propos".
- 1991 The Production of Space, Donald Nicholson-Smith trans., Oxford: Basil Blackwell. Publicado originalmente em 1974. ISBN 0-631-14048-4
- 1992 com Catherine Regulier-Lefebvre Éléments de rythmanalyse: Introduction à la connaissance des rythmes, preface by René Lorau, Paris: Ed. Syllepse, Collection "Explorations et découvertes". English translation: Rhythmanalysis: Space, time and everyday life, Stuart Elden, Gerald Moore trans. Continuum, New York, 2004.
- 1995 Introduction to Modernity: Twelve Preludes September 1959-May 1961, J. Moore, trans., Londres: Verso. Publicado originalmente em 1962. ISBN 1-85984-961-X
- 1996 Writings on Cities, Eleonore Kofman and Elizabeth Lebas, trans. and eds., Oxford: Basil Blackwell. ISBN 0-631-19187-9
- 2003 Key Writings, Stuart Elden, Elizabeth Lebas, Eleonore Kofman, eds. Londres/Nova York: Continuum.
- 2009 State, Space, World: Selected Essay, Neil Brenner, Stuart Elden, eds. Gerald Moore, Neil Brenner, Stuart Elden trans. Minneapolis: University of Minnesota Press.
- 2014 Toward an Architecture of Enjoyment., L. Stanek ed., R. Bononno trans. (Minneapolis: University of Minnesota Press), a primeira publicação em qualquer idioma do livro escrito em 1973.